# Время, вперёд! (сюита)
«Вре́мя, вперёд!» — оркестровая сюита советского композитора Георгия Свиридова, изданная впервые в 1965 году (первая редакция) и в 1977 году (вторая редакция). Сюита создана на основе музыки к одноимённому кинофильму Михаила Швейцера «Время, вперёд!» (1965), посвящённому строительству первой очереди Магнитогорского металлургического комбината.
Музыкальное оформление сюиты — тема к заставке информационной программы «Время» (Первый Канал, Россия), первая программа которой вышла в прямом эфире на Первом Канале ЦТ 1 января 1968 года.

## История создания
Из сюиты наиболее известна шестая часть: «Время, вперёд!». Впоследствии её использовали в целом ряде кинофильмов, в теле- и радиопередачах, документальных фильмах о первых пятилетках, об индустриализации, о послевоенном восстановлении. Фрагмент музыкальной темы стал позывными на Первой программе Центрального Телевидения СССР в оригинале, и затем на Первом канале в аранжировке (в 1996 и 2000 годах) в информационной программе «Время», начиная с первого эфира — 1 января 1968 года. Выпуск выходил дважды — в 20:30, а далее — в 21:00.
Когда наступила перестройка, музыка Свиридова в программе «Время» была снята с эфира как примета «тоталитарного прошлого» и заменена на «Патриотическую песню» Михаила Глинки. Однако, спустя несколько лет, по многочисленным просьбам зрителей, заставку вернули. Вот что писал по этому поводу кинорежиссёр М. Швейцер: «Потому что эта музыка — навсегда. Потому что в ней пульс свободной от политической суеты жизни. В ней время, которое вопреки всем ударам судьбы историческим катастрофам и непоправимым потерям, продолжается вечно».
| В 1968-м (кажется) открылась на TV программа «Время», и моя музыка, первые 18 тактов, начинали новую передачу. Разумеется, я об этом не подозревал, ибо никогда не был особым любителем TV, а с 1971 года вывел из употребления эту разновидность узнавания жизни… Мысль включить мою пьесу в передачу «Время» принадлежала А. А. Золотову, талантливому художественному критику, который работал тогда в Гостелерадио, где сделал ряд блестящих передач в студии «Экран», за которые получил звание лауреата Госпремии РСФСР. <…> Одному из истинных героев застоя как раз не нравилась моя музыка «Время, вперед!». Он отзывался так: «какая-то она тревожная… такое впечатление, что война началась». Мне передали просьбу (это было в конце 1971 года), чтобы я эту музыку «сделал потише», иначе её придется снять. Я понимал, что ему была высказана просьба, которая имела силу ультиматума. Никаких к Лапину дурных чувств не испытывал, а если сказать откровенно, вообще не придавал этому вопросу большого значения. В жизни моей, как и в жизни и моего поколения, и старшего, было очень много неприятных, обидных, подчас несправедливых оценок, злобных выпадов, запретов, изъятий. Это было хорошей школой терпения и выдержки. Через несколько лет руководство TV снова вернулось к моей музыке, а я знаю, что зрители выражали в письмах на адрес TV пожелания вернуться к моей заставке. Так или иначе, музыка «Время, вперед!» ещё несколько лет открывала передачу, под конец от неё остался жалкий огрызок. И вот теперь её снова заменили на другую. Ни в каких этих манипуляциях со звуками я, разумеется, не принимал участия и даже не знал об этом, ибо совсем не смотрел TV и даже не имею дома этого аппарата. Но я рад тому, что музыка моя была участником общей жизни нашей страны. Не из честолюбия и жажды популярности говорю это. Да здесь ведь и нет, собственно, присутствия музыки целиком и творческого удовлетворения музыканта, который видит и понимает силу искусства, вызванного его творческим воображением. Здесь лишь некоторый знак его присутствия в жизни. Но всё проходит — «Время идёт, летит вперёд!». Проходим и мы. — Георгий Свиридов |

Эстетически композиция вписывается в контекст советского авангарда 1920-х годов, в творчество Родченко, Дзиги Вертова и Маяковского. С другой стороны, Свиридову удалось при помощи оркестра выразить пульсирующий ритм, характерный для краут-рока. «Время, вперёд!» было чем-то вроде альтернативного гимна СССР.
Рок-группа «Автограф» сделала собственную аранжировку данной композиции и неоднократно издавала её на магнитоальбомах, виниле и компакт-дисках, а также исполняла на концертах.
Сюита использовалась в постановке церемонии открытия XXII Зимних Олимпийских игр в Сочи, на сцене музыка символизировала переход от супрематизма к индустриальному монументализму. Над аранжировкой работал Игорь Матвиенко.

## Части
1. Уральский напев: Moderato
2. Частушка: Vivace
3. Марш: Alia marcia, poco pesante
4. Маленький фокстрот: Leggierro
5. Ночь: Andante molto sostenuto
6. Румба (Время, вперёд): Allegro vivace